# Dontae Morris

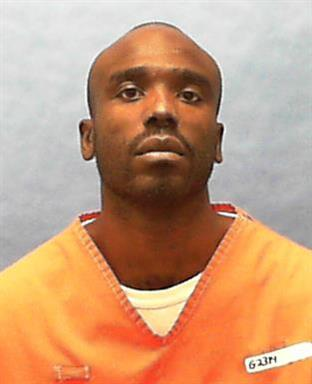
Dontae Morris, 2014

Dontae Rashawn Morris (* 24. August 1985) ist ein US-amerikanischer Mehrfachmörder. Er erschoss im Mai und Juni 2010 fünf Menschen in und der Umgebung von Tampa, Florida. Er wurde bis Mitte 2015 zu lebenslanger Haft und dreimal zum Tode verurteilt.

## Mordserie
Zwischen dem 18. Mai und 8. Juni 2010 erschoss Morris in räuberischer Absicht den 21-jährigen Derek Anderson, 42-jährigen Rodney Jones und 25-jährigen Harold Wright. Die Taten ereigneten sich laut Ermittlungen im Drogenmilieu. Als Tatorte wurden die Kenneth Court Apartments in Tampa, die Cotton Club Bar in West Tampa und das Palm River-Clair Mel im Nordwesten von Tampa genannt.
Morris befand sich am frühen Morgen des 29. Juni 2010 als Beifahrer im Fahrzeug seiner Freundin, als beide wegen fehlender Nummernschilder an der 50th Street im Osten Tampas vom 31-jährigen Polizisten David Curtis angehalten wurden. Da gegen Morris ein Haftbefehl wegen Scheckbetrugs in Jacksonville vorlag, forderte Curtis Unterstützung an, worauf sein gleichaltriger Kollege Jeffrey Kocab eintraf. Als sie Morris aufforderten, seine Hände auf den Rücken zu geben, schoss dieser den beiden Polizisten mit einer Pistole in den Kopf und flüchtete zu Fuß.

## Ermittlungen und Festnahme
Eine Zeugin alarmierte die Sicherheitskräfte, die mit einem Großaufgebot die Suche nach dem Täter einleiteten. Die Morde an den beiden Beamten waren von der Dashcam von Curtis’ Streifenwagen aufgezeichnet worden. Dieses Video half den Sicherheitskräften dabei, Morris als Täter zu identifizieren. Auch konnte seine Freundin ausfindig gemacht werden, die mit dem Wagen geflohen war und sich in einem Apartment versteckte. Es war der opferreichste Tag für das Tampa Police Department seit über zwölf Jahren, als damals am 19. Mai 1998 die Detectives Ricky Childers und Randy Bell vom Straftäter Hank Earl Carr erschossen wurden.
In den folgenden Tagen weitete sich die Fahndung nach Morris zur größten Verbrecherjagd in der Geschichte Tampas aus. Über 1000 Beamte und Angestellte aus 22 Behörden waren an der Fahndung beteiligt, darunter FBI- und ATF-Beamte, SWAT-Teams, Panzerfahrzeuge und Hundestaffeln sowie Hubschrauber mit Wärmebildkameras. Zudem wurden etwa 300 Wohnungen durchsucht, eine medienunterstützte Fahndung eingeleitet und hunderte Fahndungsplakate in Florida und zwei weiteren Bundesstaaten angebracht. Die Belohnung für Hinweise die zu einer Verhaftung führen, wurde auf 101.000 Dollar erhöht.
Die Behörden gaben bekannt, dass Morris’ Vorstrafenregister 14 Seiten beinhalte und er sich bereits zweimal im Gefängnis befunden habe. Die Delikte umfassten Ruhestörung, Autodiebstahl, Drogenbesitz, Drogenhandel, Verstoß gegen das Waffengesetz, Widerstand bei der Festnahme, Körperverletzung, Verstoßes gegen Bewährungsauflagen, versuchter Raub und gefährliche Körperverletzung. Zudem war er wegen versuchten Mordes angeklagt gewesen, jedoch freigesprochen worden. Auf Pressekonferenzen gab die Polizei zudem bekannt, dass Morris zweier weiterer Morde an afroamerikanischen Einwohnern von Tampa verdächtigt werde.
Am 2. Juli stellte sich Morris widerstandslos bei einer Rechtsanwaltskanzlei im Süden Tampas den Behörden und wurde in eine Isolationszelle des Orient Road Jail gebracht.

## Anklagen und Verurteilungen
Im Juli 2012 begann seine Gerichtsverhandlung wegen Mordes an Jones, der am 31. Mai 2010 nach dem Verlassen der Cotton Club Bar in der North Albany Avenue in seinem Fahrzeug erschossen worden war. Aufgrund von Textnachrichten und Zeugenaussagen wurde Morris schließlich als Täter festgestellt und im März 2013 wegen Mordes und versuchten Raubes zu einer lebenslangen Haftstrafe ohne Möglichkeit einer Bewährung sowie zusätzlich 25 Jahren verurteilt.
Im November 2013 begann sein Prozess wegen Mordes an den beiden Polizisten Curtis und Kocab. Da Morris bei den Morden von einer Kamera aus dem Streifenwagen von Curtis gefilmt und von einem Mikrofon beim Nennen seines Namens und Geburtsdatums aufgenommen worden war, brauchte die Jury nur vier Stunden, um ihn wegen zweifachen Mordes schuldig zu sprechen. Nach Überprüfung des Urteils wurde Morris im Mai 2014 von einem Richter aus dem Hillsborough County zum Tode verurteilt.
Im Juni 2015 gab ein Richter bekannt, die Verhandlung gegen Morris wegen Mordes an Anderson am 20. Juli zu beginnen. Anderson war am 18. Mai 2010 vor seiner Wohnung erschossen worden, nachdem er zuvor mit Morris eine Auseinandersetzung auf einem Basketballfeld gehabt hatte. Ein Ballistikexperte und eine Polizeisprecherin gaben zudem bekannt, dass beim Mord an Anderson dieselbe Waffe verwendet worden sei wie bei dem Mord an den beiden Polizisten. Im Juli 2015 wurde er von einer Jury nach dreitägiger Beratung des Mordes schuldig gesprochen und erneut zum Tode verurteilt.
Die Behörden hatten außerdem noch im Juli 2010 bekanntgegeben, Morris auch wegen Mordes an Harold Wright anzuklagen, der am 8. Juni 2010 neben seinem Fahrzeug an der 51st Street beraubt und durch einen Kopfschuss getötet worden war. Damals waren Morris’ Fingerabdrücke am Tatort sichergestellt worden. Eine Bekannte von Morris gab den Behörden gegenüber an, dass der Angeklagte den Raubmord an Wright geplant habe. Im Dezember 2015 gab die Staatsanwaltschaft jedoch ohne näherer öffentlicher Erklärung bekannt, diese letzte Mordanklage nicht vor Gericht einzubringen. Richter William Fuente ordnete daraufhin die Überstellung von Morris in den Todestrakt des Florida State Prison an.
Im April 2017 wurde sein Einspruch gegen die Todesstrafe im Fall der beiden Polizisten vom Florida Supreme Court abgelehnt. Im Januar 2018 hob das Gericht jedoch die Todesstrafe im Fall Anderson mit der Begründung auf, dass der damalige Schuldspruch der Jury nicht einstimmig erging.

## Persönliches
Morris wurde als Sohn einer 16-Jährigen geboren, die unter Depressionen litt. Sein Vater wurde ermordet, als er zwei Jahre alt war, das Verbrechen wurde nie aufgeklärt. Er wuchs teilweise bei seiner kranken Großmutter auf und wechselte mehrmals die Schule. Aus einer neuen Beziehung seiner Mutter kamen zwei Stiefgeschwister zur Welt. Sein Stiefbruder Dwayne Callaway wurde 2010 wegen Drogenbesitzes, Verstoßes gegen Bewährungsauflagen und unerlaubten Waffenbesitzes verhaftet. Dontae Morris soll laut Gefängnisakten Mitglied der Straßengang „Bloods“ sein, außerdem hat er einen Sohn, der 2013 sieben Jahre alt war.
Seine Tante Carolyn Riggins arbeitete beim Tampa Police Department und wurde noch im Juli 2010 entlassen, da sie nach Ansicht der Behörden wichtige Informationen zurückhielt, die möglicherweise eine frühzeitigere Ergreifung von Morris ermöglicht hätten.
Seine Freundin Cortnee Brantley, die in der Mordnacht des 29. Juni 2010 den Wagen gelenkt hatte, in dem Morris saß, wurde wegen ihrer Flucht und Verschweigens der Gefährlichkeit ihres Freundes zu einer Freiheitsstrafe von einem Jahr verurteilt.